# William Knox D'Arcy

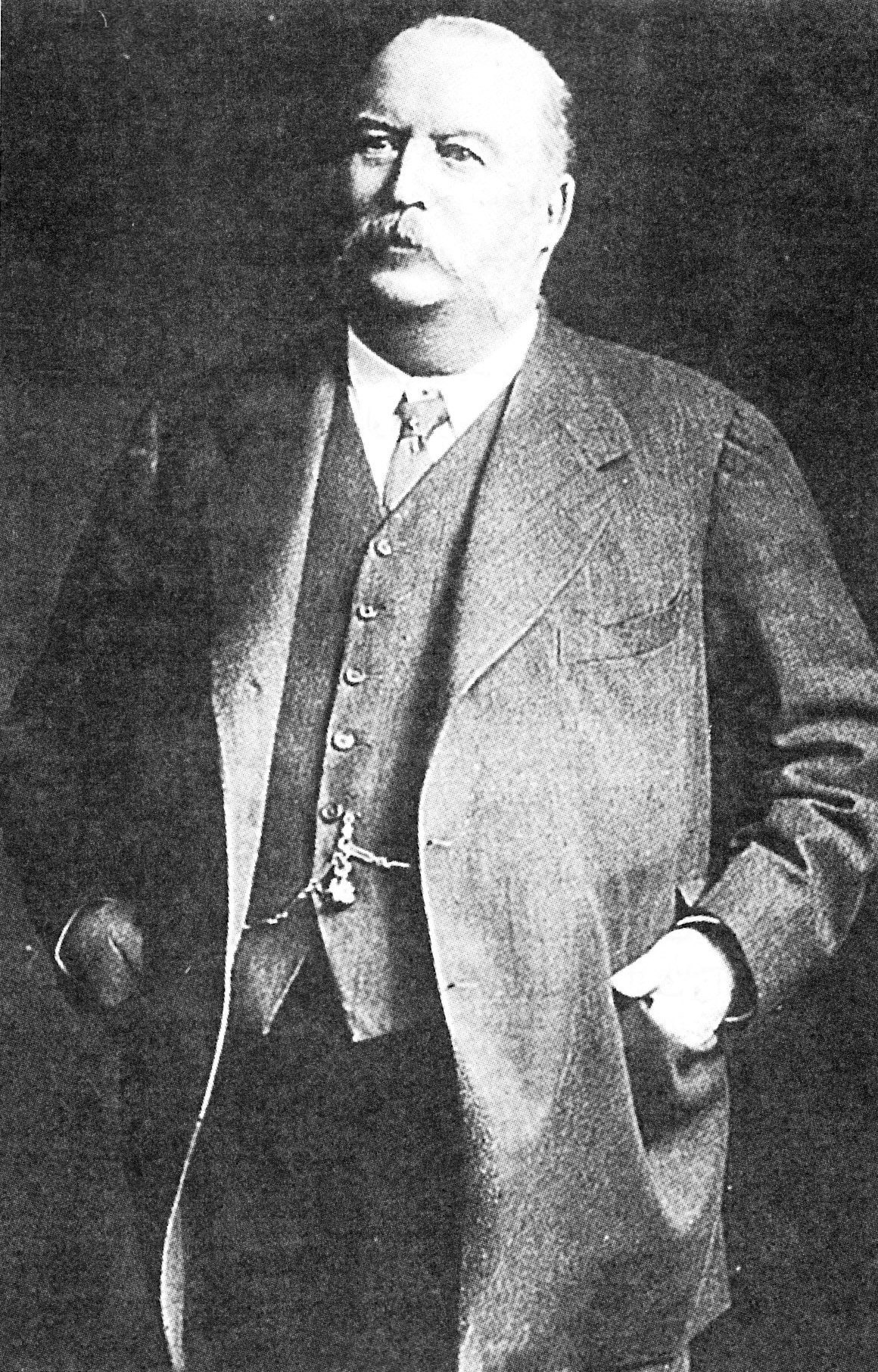
William Knox D’Arcy (1910)

William Knox D'Arcy (Newton Abbot, 11 oktober 1849 - Londen, 1 mei 1917) was een mijnbouw ondernemer. Hij legde de basis voor de Iraanse olie-industrie.

## Opleiding
Hij volgde een opleiding aan de Westminster School in Londen en verhuisde in 1866 met de familie naar Rockhampton in Australië. Hij begon in maart 1872 met zijn vader een advocatenkantoor, maar ging later alleen verder.

## Carrière

### Goud
In 1882 kreeg D'Arcy interesse in de mijnbouw. De Morgan broers wilden een goudmijn beginnen op zo’n 40 kilometer ten zuiden van Rockhampton. Ze konden de financiering echter niet rondkrijgen en zochten investeerders waarvan D'Arcy er een was. In oktober 1883 werden de broers uitgekocht en de winsten op de goudverkopen stegen snel. In 1886 werd de Mount Morgan Gold Mining Company opgericht met een miljoen aandelen. D'Arcy was een van de acht aandeelhouders en bestuurders van het goudbedrijf en had 125.000 aandelen. De onderneming was een duidelijk succes en hij vergaarde een groot kapitaal. De mijn raakte overigens pas in 1981 uitgeput en werd in dat jaar gesloten.
In 1887 emigreerde hij terug naar Engeland, maar hij bleef aan als bestuurder bij de Mount Morgan Gold Mining Company. Hij leidde een goed leven in Engeland, maar hij verloor ook geld door de sluiting van de Queensland Nationale Bank in 1892 en tegen het einde van de eeuw daalde ook de koers van zijn Mount Morgan aandelen. Om zijn vermogen te vergroten besloot hij te investeren in een nieuw project.

### Olie
In 1900 werd hij gevraagd door Sir Henry Drummond Wolff, een voormalige Britse minister in Teheran, om te investeren in de Perzische olie-exploratie. In mei 1901 kreeg D'Arcy een concessie voor 60 jaar om naar aardolie te zoeken in een gebied van 1,2 miljoen km², dit was ongeveer driekwart van het hele land. In ruil beloofde hij de shah Mozaffar ed-Din Kadjar 20.000 pond in contanten, aandelen ter waarde van 20.000 pond en 16% van de jaarwinst. D'Arcy zelf is nooit in Perzië geweest en hij huurde George Reyolds in, een man met boorervaring in Sumatra. D'Arcy zou de zoektocht financieren, maar zonder resultaten raakte zijn geld snel op. In mei 1905 vond hij een financieel sterke partner. Burmah Oil nam de concessie over in ruil voor 170.000 Burmah Oil aandelen en de vergoeding van alle kosten die hij had gemaakt. De concessie werd in een apart bedrijf ondergebracht met D'Arcy als een van de bestuurders.
Op 26 mei 1908 werd de eerste olie aangeboord bij Masjedsoleiman. Dit leidde in 1909 tot de vorming van de Anglo-Persian Oil Company. Datzelfde bedrijf ging later Anglo-Iranian Oil Company heten en werd de basis voor het uiteindelijk British Petroleum. De financiële problemen waren daarmee niet voorbij en uiteindelijk kreeg de  Britse regering een meerderheidsbelang in het bedrijf. Hiermee verzekerde de regering zich van voldoende olie voor haar marineschepen. D'Arcy bleef tot aan zijn dood op 1 mei 1917 betrokken bij de onderneming.

## Privé
D'Arcy was twee keer getrouwd, eerst in Sydney op 23 oktober 1872 met Elena Birkbeck. Het echtpaar kreeg vijf kinderen waarvan drie dochters. Zij overleed in 1897. Zijn tweede huwelijk vond plaats in Londen op 30 januari 1899 met een gescheiden vrouw, Ernestine Nutting.

## Naslagwerk
- (en)  Daniel Yergin The Prize, the epic quest for oil, money & power.  Uitgeverij Simon & Schuster, New York (1992) ISBN 0671799320